# مقاطعة داوسون (جورجيا)
مقاطعة داوسون (بالإنجليزية: Dawson County)‏ هي إحدى المقاطعات في ولاية جورجيا في الولايات المتحدة الأمريكية.